# 永井直治
永井 直治（ながい なおじ、1864年2月12日（元治元年1月5日）- 1945年8月17日）は、日本基督教会の牧師、聖書翻訳者。

## 生涯
信濃国埴科郡中之条村（現長野県埴科郡坂城町）の柳沢家に生まれる。1880年(明治13年)に上京して、漢学塾で学ぶ。1886年(明治19年)に築地大学校に入学し、築地大学校は翌年明治学院になる。
1890年(明治23年)明治学院神学部卒業後、長野県小諸などの講義所で伝道をする。その時永井よ志と結婚し永井姓になる。日本基督下谷教会(現、日本基督教団豊島岡教会)の牧師になる。1897年(明治30年)一致教会離脱問題で混乱していた日本基督浅草教会(現、日本基督教団池袋西教会)に就任し、教会を安定させる。
長年、牧会をしながら新約聖書本文を研究して、1928年(昭和3年)頃「新契約聖書」と名づけて自費出版した。これいわゆる新契約聖書(永井訳新約聖書)である。内村鑑三や尾島真治や中田重治が推奨した。
中田重治は、これを一層普及させるためには、会社を作る必要があると思って尽力した。信徒の有力者たちに呼びかけ、株主を募集して、日本聖書会社という株式会社を設立した。
そして「新契約聖書」の一冊50銭の廉価版が出版された。
太平洋戦争末期に長野県中之条村に帰郷し、長野で死去する。

## 著書
- 「新契約聖書」
- 「十二原典対照、神聖なる黙示」日本聖書会社